# 옙 YM-PD1
옙 YM-PD1(Yepp YM-PD1)은 삼성전자에서 2006년 4월 4일에 출시한 포터블 미디어 플레이어이다.